# Мюзиклы «Сейлор Мун»
Мюзиклы «Сейлор Мун» (яп. セーラームーン・ミュージカル Сэ:ра:му:н мю:дзикару), часто сокращаемые как СераМю (яп. セラミュー сэра мю:) — серия театральных постановок, основанных на метасерии «Сейлор Мун» Наоко Такэути. Серия состоит более чем из 30 мюзиклов, давших более 800 представлений с начала выхода первого летом 1993 года. Продюсеры в основном следуют и расширяют сюжет, показанный в аниме и манге, хотя есть и несколько оригинальных сюжетных линий.

## Обзор
Серия была поставлена подразделением японской компании Bandai и в основном выходило 3 мюзикла в год, совпадая с каникулами в японских школах. Зимой представления шли только в Sunshine Theatre в Икэбукуро в Токио; а летом труппа посещала и другие крупные города Японии.
Последний выпуск, «Новая легенда острова Кагуи» [Исправленный] (新・かぐや島伝説 <改訂版> Син Кагуя Сима Дэнсэцу (Кайтэйбан)) вышел в январе 2005 года, после чего серия взяла перерыв. Следующий мюзикл, «La Reconquista» состоялся лишь в 2013 году. Новые мюзиклы проходят в AiiA 2.5 Theater Tokyo, а также в крупных театрах Осаки, Фукуоки и других городов.
Мюзиклы в основном построены на следующих элементах: тематической песни, обычно звучащей в битве, когда воины побеждают противника; визуальные гэги; и песен, обычно созданных для отдельных персонажей или групп персонажей: романтические песни между Усаги и Мамору, боевые песни внешних воинов, песни об обычной жизни внутренних воительниц и песни злодеев.
Кайтэйбан, или «Исправленное издание», другой важный аспект мюзиклов «Сейлор Мун». Обычно новые мюзиклы ставились к лету и «исправлялись» к зиме. Основные сюжетные элементы оставались теми же, но их описание расширялось к новой версии. Части шоу обычно переделывались; злодеи, не побеждённые до конца в оригинальной версии, окончательно гибли или исцелялись в «исправленной», а актрисам, которые покидали шоу, часто давали больше соло партий и фраз.
В мюзиклах продюсеры в основном стараются следовать и расширять сюжет оригинальных произведений. Например, романы между четырьмя внутренними воинами и ситэнно в прошлых жизнях был взят с изображения в манге, где они изображены в объятиях друг друга. Создатель серии Наоко Такэути пояснила, что это изображение оказало влияние на первый мюзикл — «Альтернативная история — Странное возрождение Тёмного королевства». Кроме того, в мюзиклах были созданы два оригинальных сюжета: «Легенда острова Кагуи» (Кагуя Сима Дэнсэцу) и «Последний Дракул».
Декорации и задники в представлениях варьируются от крайне простых (всего несколько декораций, отсутствует задник или задник с простым рисунком) к средне украшенным (большее количество небольших декораций, несколько крупных, например стена на всю сцену с несколькими лестницами и большой дверью), до более проработанных деталей с использованием разных уровней на сцене, люков и скрытых дверей. Атаки воинов изображались разноцветным светом, поражающим врагов и иногда небольшими взрывами или другой малой пиротехникой. В большинстве случаев воины превращаются за кулисами и при этом слышны лишь их ключевые фразы. Только Усаги превращается на сцене, что осуществляется при помощи затемнения части сцены или движущихся вокруг актёра деталей декораций. Единственная настоящая «трансформация» когда-либо появлявшаяся в мюзиклах состояла из заранее снятого фильма, спроецированного на загородку и демонстрирующего превращение актёров.
Песни из мюзиклов были собраны в 20 музыкальных альбомов, и многие из мюзиклов также были выпущены на DVD.

## Мюзиклы
Продюсеры шоу разбили все мюзиклы на три стадии — три группы мюзиклов. «Первая стадия» состоит из мюзиклов, в которых роль Сейлор Мун исполнила Андза Ояма, первая и дольше всего занимавшая эту роль актриса. Сюжеты в этой стадии идут параллельно манге и аниме и в конце практически главные актёры были изменены. Вторая стадия включает участие трёх разных актрис, игравших Сейлор Мун, единственный полностью независимый от изначального сюжета мюзикл («Легенда острова Кагуи») и мюзиклы «Дракульской арки» (серия из четырёх мюзиклов, три последние из которых были поставлены по оригинальному сюжету, а первый базировался на более ранних мюзиклах 1994—1995 гг. с добавлением сюжетной линии про Графа Дракулу), и заканчивается ремейком оригинального «Final First Stage» — «Eien Densetsu» (названного «Kakyuu Ouhi Kourin»). Третья и последняя стадия сохранила в роли Сейлор Мун всё ту же актрису и состоит лишь из двух мюзиклов (оба являются ремейками «Легенды острова Кагуи»), показанных в последний раз в январе 2005 года.

### Первая стадия
В роли Сейлор Мун Анза Ояма:
- 1993 Summer Special Musical Bishoujo Senshi Sailor Moon
Gaiden Dark Kingdom Fukkatsu Hen (яп. 外伝 ダーク・キングダム復活篇)
- 1994 Winter Special Musical Bishoujo Senshi Sailor Moon
Gaiden Dark Kingdom Fukkatsu Hen (Kaiteiban) (яп. 外伝　ダーク・キングダム復活篇（改訂版）)
- Bishoujo Senshi Sailor Moon Super Spring Festival
Bishoujo Senshi Sailor Moon Super Spring Festival (яп. スーパースプリングフェスティバル 美少女戦士セーラームーン )
- 1994 Summer Special Musical Bishoujo Senshi Sailor Moon S
Usagi — Ai no Senshi e no Michi (яп. うさぎ・愛の戦士への道 Усаги — Аи но Сэнси э но Мити)
- 1995 Winter Special Musical Bishoujo Senshi Sailor Moon S
Henshin — Super Senshi e no Michi (яп. 変身・スーパー戦士への道)
- 1995 Spring Special Musical Bishoujo Senshi Sailor Moon S
Henshin — Super Senshi e no Michi (Kaiteiban) (яп. 変身・スーパー戦士への道（改訂版）)
- 1995 Summer Special Musical Bishoujo Senshi Sailor Moon SuperS
Yume Senshi — Ai — Eien ni… (яп. 夢戦士・愛・永遠に…)
- 1996 Spring Special Musical Bishoujo Senshi Sailor Moon SuperS (Kaiteiban)
Yume Senshi — Ai — Eien ni… Saturn Fukkatsu Hen! (яп. 夢戦士・愛・永遠に…サターン復活篇!)
- Bishoujo Senshi Sailor Moon SuperS Special Musical Show
- 1996 Summer Special Musical Bishoujo Senshi Sailor Moon Sailor Stars
- 1997 Winter Special Musical Bishoujo Senshi Sailor Moon Sailor Stars (Kaiteiban)
- 1997 Summer Special Musical Bishoujo Senshi Sailor Moon
Eien Densetsu (яп. 永遠伝説 Эиэн Дэнсэцу)
- 1998 Winter Special Musical Bishoujo Senshi Sailor Moon
Eien Densetsu (Kaiteiban) (яп. 永遠伝説［改訂版］ Эиэн Дэнсэцу (Кайтэйбан)) The Final First Stage!!

### Вторая стадия
в роли Сейлор Мун Фумина Хара:
- 1998 Summer Special Musical Bishoujo Senshi Sailor Moon
Shin - Densetsu Kourin (яп. 新・伝説光臨 Син - Дэнсэцу Ко:рин)
- 1999 Spring Special Musical Bishoujo Senshi Sailor Moon
Kaguya Shima Densetsu (яп. かぐや島伝説 Кагуя Сима Дэнсэцу)
- 1999 Summer Special Musical Bishoujo Senshi Sailor Moon
Kaguya Shima Densetsu [Kaiteiban] Natsuyasumi! Houseki Tankentai (яп. かぐや島伝説＜改訂版＞夏休み!宝石探検隊)

В роли Сейлор Мун Миюки Канбэ:
- 2000 Winter Special Musical Bishoujo Senshi Sailor Moon
Shin / Henshin - Super Senshi e no Michi (яп. 新／変身・スーパー戦士への道)
Last Dracul Jokyoku (яп. ラストドラクル序曲)
- 2000 Summer Special Musical Bishoujo Senshi Sailor Moon
Kessen / Transylvania no Mori (яп. 決戦/トランシルバニアの森)
- Shin Toujou! ChibiMoon wo Goru Senshi Tatsu - (яп. ～新登場！ちびムーンを護る戦士達～)
- 2001 Winter Special Musical Bishoujo Senshi Sailor Moon
Kessen / Transylvania no Mori [Kaiteiban] (яп. 決戦／トランシルバニアの森＜改訂版＞)
-Saikyou no Kataki Dark Cain no Nazo- (яп. －最強の敵　ダーク・カインの謎－)
- 2001 Spring Special Musical Bishoujo Senshi Sailor Moon
Last Dracul Saishuu Shou (яп. ラスト・ドラクル最終章)
Chou Wakusei Death Vulcan no Fuuin / Super Revue Musical Show (яп. 超惑星デス・バルカンの封印 / スパーレビューミュージカルショー)

В роли Сейлор Мун Марина Куроки:
- 2001 Summer Special Musical Bishoujo Senshi Sailor Moon
Tanjou! Ankoku no Princess Black Lady (яп. ～誕生！暗黒のプリンセス　ブラック・レディ～)
- 2002 Winter Special Musical Bishoujo Senshi Sailor Moon
Tanjou! Ankoku no Princess Black Lady [Kaiteiban] -Wakusei Nemesis no Nazo- (яп. 誕生！暗黒のプリンセス　ブラック・レディ［改訂版］～惑星ネメシスの謎～)
- 2002 Spring Special Musical Bishoujo Senshi Sailor Moon «10th ANNIVERSARY Festival»
Musical Show "Ai no Sanctuary" (яп. ミュージカルショー「愛のサンクチュアリー」)
Memorial Talk & Live Show (яп. メモリアルトーク＆ライブショー)
- 2002 Summer Special Musical Bishoujo Senshi Sailor Moon
Mugen Gakuen -Mistress Labyrinth- (яп. 無限学園～ミストレス・ラビリンス～)
- 2003 Winter Special Musical Bishoujo Senshi Sailor Moon
Mugen Gakuen -Mistress Labyrinth- Kaiteiban (яп. 無限学園～ミストレス・ラビリンス～改訂版)
- 2003 Summer Special Musical Bishoujo Senshi Sailor Moon
Starlights - Ryuusei Densetsu (яп. スターライツ・流星伝説)
- 2004 Winter Special Musical Bishoujo Senshi Sailor Moon
Kakyuu-Ouhi Kourin (яп. 火球王妃降臨) THE SECOND STAGE FINAL

### Третья стадия
В роли Сейлор Мун всё так же Марина Куроки:
- 2004 Summer Special Musical Bishoujo Senshi Sailor Moon
~Shin Kaguya Shima Densetsu~ (яп. ～新かぐや島伝説～) NEW LEGEND OF KAGUYA ISLAND
- 2005 Winter Special Musical Bishoujo Senshi Sailor Moon
Shin Kaguya Shima Densetsu Kaiteiban (яп. 新かぐや島伝説（改訂版) MARINAMOON FINAL

### Новое поколение
В роли Сейлор Мун Сатоми Окубо:
- 2013 20th Anniversary Special Musical Bishoujo Senshi Sailor Moon
~La Reconquista~[8]
- 2014 20th Anniversary Special Musical Bishoujo Senshi Sailor Moon
~Petite Étrangère~[9]
- 2015 20th Anniversary Special Musical Bishoujo Senshi Sailor Moon
~Petite Étrangère~ (представления в Шанхае)
- 2015 Nakayoshi’s 60th Anniversary Special Musical Bishoujo Senshi Sailor Moon
~Un Nouveau Voyage~[10]

В роли Сейлор Мун Хотару Номото:
- 2016 Autumn Special Musical Bishoujo Senshi Sailor Moon
 — Amour Eternal -[11]
- 2017 Spring Special Musical Bishoujo Senshi Sailor Moon
 — Amour Eternal — (представления на острове Хоккайдо)
- 2017 Autumn Special Musical Bishoujo Senshi Sailor Moon

Le Mouvement Final

В роли Сейлор Мун Мидзуки Ямасита и Саюри Иноуэ:
- 2018 Musical Bishoujo Senshi Sailor Moon

Nogizaka46 ver.

В роли Сейлор Мун Танака Рико:
- 2021 Autumn Special Musical Bishoujo Senshi Sailor Moon Kaguya-hime no Koibito (Мюзикл должен был выйти летом 2019 года, но был отложен сначала на 2020 год, а затем из-за пандемии COVID-19 на 2021)[14]

## Актёры
| Мюзикл                                                        | Сейлор Мун                  | Сейлор Меркурий          | Сейлор Марс                   | Сейлор Юпитер             | Сейлор Венера           | Сейлор Уран   | Сейлор Нептун | Сейлор Плутон   | Сейлор Сатурн  | Таксидо Камэн  |
| ------------------------------------------------------------- | --------------------------- | ------------------------ | ----------------------------- | ------------------------- | ----------------------- | ------------- | ------------- | --------------- | -------------- | -------------- |
| 1993 лето — Gaiden — Dark Kingdom Fukkatsu Hen                | Ояма Андза                  | Морино Аяко              | Накаяма Хироко                | Каноко                    | Судзуки Нана            |               |               |                 |                | Сано Мидзуки   |
| 1994 зима — Gaiden — Dark Kingdom Fukkatsu Hen (Kaiteiban)    | Ояма Андза                  | Морино Аяко              | Накаяма Хироко                | Каноко                    | Судзуки Нана            | Мотидзуки Юта |               |                 |                |                |
| 1994 лето — Usagi Ai no Senshi e no Michi                     | Ояма Андза                  | Морино Аяко              | Котани Мисако                 | Каноко                    | Судзуки Нана            | Мотидзуки Юта | Кимура Санаэ  | Сакамото Кахору |                |                |
| 1995 зима — Hensin — Super Senshi e no Michi                  | Ояма Андза                  | Морино Аяко              | Котани Мисако                 | Каноко                    | Судзуки Нана            | Мотидзуки Юта | Кимура Санаэ  | Томита Тикагэ   | Хосоки Мива    |                |
| 1995 весна — Henshin — Super Senshi e no Michi (Kaiteiban)    | Ояма Андза                  | Морино Аяко              | Котани Мисако                 | Каноко                    | Судзуки Нана            | Мотидзуки Юта | Кимура Санаэ  | Томита Тикагэ   | Сайто Рэй      |                |
| 1995 лето — Yume Senshi — Ai — Eien ni…                       | Ояма Андза                  | Морино Аяко              | Умэмия Аска                   | Сада Мариэ                | Сая Тидзуру             | Мотидзуки Юта | Кимура Санаэ  | Фудзи Миюки     | Сайто Рэй      | Такэда Кэйко   |
| 1996 весна — Yume Senshi — Ai — Eien ni…Saturn Fukkatsu Hen   | Ояма Андза                  | Морино Аяко              | Котани Мисако                 | Инаёси Такако             | Сая Тидзуру             | Мотидзуки Юта | Кимура Санаэ  | Фудзи Миюки     | Сайто Рэй      | Такэда Кэйко   |
| 1996 лето — Sailor Stars                                      | Ояма Андза                  | Морино Аяко              | Котани Мисако                 | Сато Эмика                | Накая Канацу            | Мотидзуки Юта | Кимура Санаэ  | Тахара Хироко   | Сайто Рэй      | Такэда Кэйко   |
| 1997 зима — Sailor Stars (Kaiteiban)                          | Ояма Андза                  | Морино Аяко              | Котани Мисако                 | Сато Эмика                | Накая Канацу            | Мотидзуки Юта | Кимура Санаэ  | Тахара Хироко   | Сайто Рэй      | Такэда Кэйко   |
| 1997 лето — Eien Densetsu                                     | Ояма Андза                  | Морино Аяко              | Котани Мисако                 | Тонэгава Акари            | Миядзава Акико          | Мотидзуки Юта | Кимура Санаэ  | Тахара Хироко   | Сайто Рэй      | Имаи Тихиро    |
| 1998 зима — Eien Densetsu (Kaiteiban)                         | Ояма Андза                  | Морино Аяко              | Котани Мисако                 | Тонэгава Акари            | Миядзава Акико          | Мотидзуки Юта | Кимура Санаэ  | Тахара Хироко   | Сайто Рэй      | Имаи Тихиро    |
| 1998 лето — Shin Densetsu Kourin                              | Хара Фумина                 | Миягава Юкико            | Сакаи Хироми                  | Ояма Тихо                 | Отани Мию               | Такаги Нао    | Симада Сара   | Камия Юки       | Сампэй Асами   | Энамото Юта    |
| 1999 весна — Kaguya Shima Densetsu                            | Хара Фумина                 | Акаминэ Хисано           | Канда Эри                     | Курияма Эми               | Инада Нао               | Такаги Нао    | Симада Сара   | Накадзава Сэйко | Мита Мао       | Амано Хиронари |
| 1999 лето — Kaguya Shima Densetsu (Kaiteiban)                 | Хара Фумина                 | Акаминэ Хисано           | Канда Эри                     | Курияма Эми               | Инада Нао               | Такаги Нао    | Асами Юка     | Накадзава Сэйко | Мита Мао       | Амано Хиронари |
| 2000 зима — Shin Henshin — Last Dracul Jokyoku                | Канбэ Миюки                 | Акаминэ Хисано           | Канда Эри                     | Курияма Эми               | Инада Нао               | Такаги Нао    | Асами Юка     | Ватанабэ Тэруё  | Мита Мао       | Эдо Хидэмаса   |
| 2000 лето — Kessen/Transylvania no Mori                       | Канбэ Миюки                 | Идзава Мария             | Канда Эри                     | Курияма Эми               | Накамура Юки            | Такаги Нао    | Асами Юка     | Хосака Юко      | Томиока Марио  | Эдо Хидэмаса   |
| 2001 зима — Kessen / Transylvania no Mori (Kaiteiban)         | Канбэ Миюки                 | Кавабэ Тиэко             | Канда Эри                     | Хаяси Юрико               | Мурата Аюми             | Такаги Нао    | Асами Юка     | Хосака Юко      | Томиока Марио  | Эдо Хидэмаса   |
| 2001 весна — Chou Wakusei Death Vulcan no Fuuin               | Канбэ Миюки                 | Кавабэ Тиэко             | Ёсида Мэгуми                  | Хаяси Юрико               | Мурата Аюми             | Такаги Нао    | Асами Юка     | Хосака Юко      | Томиока Марио  | Эдо Хидэмаса   |
| 2001 лето — Tanjou! Ankoku no Princess Black Lady             | Куроки Марина               | Кавабэ Тиэко             | Ёсида Мэгуми                  | Сугимото Аяно             | Мурата Аюми             | Такаги Нао    | Асами Юка     | Хосака Юко      | Какиути Аями   | Ураи Кэндзи    |
| 2002 зима — Tanjou! Ankoku no Princess Black Lady (Kaiteiban) | Куроки Марина               | Кавабэ Тиэко             | Ёсида Мэгуми                  | Сугимото Аяно             | Мурата Аюми             | Такаги Нао    | Асами Юка     | Хосака Юко      | Какиути Аями   | Ураи Кэндзи    |
| 2002 весна — 10th Anniversary Festival — Ai no Sanctuary      | Куроки Марина               | Кавабэ Тиэко             | Ёсида Мэгуми                  | Сакато Каори              | Мурата Аюми             | Такаги Нао    | Асами Юка     | Хосака Юко      | Какиути Аями   | Ураи Кэндзи    |
| 2002 лето — Mugen Gakuen -Mistress Labyrinth-                 | Куроки Марина               | Вакаяма Манами           | Ёсида Мэгуми                  | Ватанабэ Маи              | Ватанабэ Мидзуки        | Такаги Нао    | Асами Юка     | Хосака Юко      | Накамура Рурия | Ураи Кэндзи    |
| 2003 зима — Mugen Gakuen — Mistress Labyrinth (Kaiteiban)     | Куроки Марина               | Вакаяма Манами           | Кавасако Айко                 | Ватанабэ Маи              | Ватанабэ Мидзуки        | Утида Асако   | Инами Томоко  | Хосака Юко      | Накамура Рурия | Сирота Ю       |
| 2003 лето — Starlights — Ryuusei Densetsu                     | Куроки Марина               | Вакаяма Манами           | Кавасако Айко                 | Ватанабэ Маи              | Сибуя Момоко            | Утида Асако   | Инами Томоко  | Хосака Юко      | Идзука Юи      | Сирота Ю       |
| 2004 зима — Kakyuu-Ouhi Kourin                                | Куроки Марина               | Вакаяма Манами           | Хонма Риса                    | Ватанабэ Маи              | Сибуя Момоко            | Утида Асако   | Инами Томоко  | Хосака Юко      | Идзука Юи      | Сирота Ю       |
| 2004 лето — Shin Kaguya Shima Densetsu                        | Куроки Марина               | Вакаяма Манами           | Хонма Риса                    | Ватанабэ Маи              | Эрика                   | Накаяма Акико | Ояма Такаё    | Накаэ Юкико     | Фунакоси Эрико | Сирота Ю       |
| 2005 зима — Shin Kaguya Shima Densetsu (Kaiteiban)            | Куроки Марина               | Вакаяма Манами           | Хонма Риса                    | Ватанабэ Маи              | Эрика                   | Накаяма Акико | Ояма Такаё    | Ёкои Михо       | Фунакоси Эрико | Миямото Гё     |
| 2013 осень — La Reconquista                                   | Окубо Сатоми                | Мацура Мияби             | Нанаки Канон                  | Такахаси Ю                | Саката Сиори            |               |               |                 |                | Ямато Юга      |
| 2014 лето — Petite Étrangère                                  | Окубо Сатоми                | Кояма Момоё              | Нанаки Канон                  | Такахаси Ю                | Саката Сиори            | Исии Микако   |               |                 |                | Ямато Юга      |
| 2015 осень — Un Nouveau Voyage                                | Окубо Сатоми                | Кояма Момоё              | Нанаки Канон                  | Такахаси Ю                | Саката Сиори            | Исии Микако   | Сиоцуки Сю    | Фудзиока Саяка  | Такахаси Карин | Ямато Юга      |
| 2016 осень — Amour Eternal                                    | Номото Хотару               | Такэути Юмэ              | Кобаяси Карэн                 | Каэдэ                     | Хасэгава Римо           | Исии Микако   | Сиоцуки Сю    | Фудзиока Саяка  | Такахаси Карин | Ямато Юга      |
| 2017 осень — Le Mouvement Final                               | Номото Хотару               | Такэути Юмэ              | Кобаяси Карэн                 | Каэдэ                     | Хасэгава Римо           | Исии Микако   | Сиоцуки Сю    | Фудзиока Саяка  | Мираи          | Ямато Юга      |
| 2018 лето-осень — Nogizaka46 ver.                             | Иноуэ Саюри Ямасита Мидзуки | Ватанабэ Мирия Ито Ририа | Тэрада Рандзэ Такаяма Кадзуми | Умэдзава Минами Нодзё Ами | Накада Кана Хигути Хина |               |               |                 |                | Исии Микако    |
| 2021 осень — Kaguya-hime no Koibito                           | Танака Рико                 | Маэкава Канон            | Кобаяси Рэй                   | Мацумура Кисара           | Макино Марин            | Тэрада Синдзю | Киносита Аяна | Тисато Минами   | Идэ Юка        | Сораханэ Рику  |

## Обзоры
32 055 человек посетили 29 представлений Gaiden Dark Kingdom Fukkatsu Hen (яп. 外伝 ダーク・キングダム復活篇). На 35 представлениях его исправленного издания побывало 25 208 человек.

## Интересные факты
- Многие из актёров позже выступали в различных токусацу-шоу таких как Kamen Rider и Super Sentai.
- Тиэко Кавабэ, игравшая в мюзиклах роль Сейлор Меркурий, исполнила позже роль Нару Осака в дораме.
- Сильное влияние на мюзиклы оказало творчество Такарадзука Ревю, японской труппы, полностью состоящей из женщин, которая также вдохновила Наоко Такэути на создание пары Харуки и Мичиру.[17] Хотя в мюзиклах есть и актёры-мужчины, некоторых мужских персонажей играли женщины. Особо отличилась Ямато Юга, которая стала первой женщиной в роли Такседо Маска.
- Актрисы театра Такарадзука, которые играли в мюзиклах Сейлор Мун: Нисина Юри (Королева Берилл, 1993—1998), Сэйсо Киха (Харуда Сакурада, 1994), Фукума Мицуми (Каоринайт, 1995), Камия Юки (Сейлор Плутон, 1998), Тасай Сюн (Тёмная Менора, 2005), Ямато Юга (Таксидо Камэн, 2013 — 2017), Хацукадзэ Мидори (Королева Берилл, 2013), Сайка Рё (Зойсайт, 2013), Махиро Эрика (Принц Алмаз, 2014), Манами Сора (Сапфир, 2014), Каон Юки (Профессор Томоэ, 2015), Оги Кэй (Каоринайт, 2015), Сиоцуки Сю (Сейлор Уран, 2015 — 2017), Фудзиока Саяка (Сейлор Нептун, 2015 — 2017), Оцуки Саю (Королева Нехеления, 2016), Тихиро Андо (Тайгер Ай, 2016), Исудзу Коко (Сейлор Галаксия, 2017), Юто Ирия (Сейлор Свинцовая Ворона, 2017).
- Во многих представлениях роли Чиби-Усы и Чиби-Чиби играли сразу две актрисы, поскольку трудовое законодательство Японии не позволяет таким маленьким детям работать без отдыха в соответствии с графиками постановок. Девочки подменяли друг друга и играли в различных комбинациях. Например, одна играла Чиби-Усу, а вторая — Сейлор Чиби-Мун. Либо же, просто играли в разные дни, позволяя друг другу отдохнуть и набраться сил перед следующим выходом на сцену.
- В 2018 году летом и осенью прошли представления специального мюзикла с участницами айдол-группы Nogizaka46 в главных ролях. Девушек разделили на две команды Moon и Star, в роли Таксидо Камэна выступила актриса Исии Микако, игравшая роль Сейлор Плутон в четырёх предыдущих постановках, роль Кунсайта исполнила Тихиро Андо (бывшая актриса театра Такарадзука и играла Тайгер Ая в 2016 году), а королеву Берилл воплотила на сцене популярная японская певица Тамаки Нами. Летние представления прошли в Tennozu Galaxy Theater, который находится в районе Тэннодзу, прототипе места событий 3 арки Сейлор Мун.